# Усть-Вачерга
Усть-Ва́черга — деревня в Республике Коми. Входит в состав городского поселения «Благоево».

## География
Усть-Вачерга расположена на западе республики, на правом берегу реки Вашка в 6 км к юго-западу от посёлка Благоево и в 270 км к северо-западу от Сыктывкара.

## Население
| 1859 | 1898 | 1918 | 1926 | 1970 | 1979 | 1989 |
| ---- | ---- | ---- | ---- | ---- | ---- | ---- |
| 68   | ↗93  | ↗163 | ↘158 | ↗265 | ↘150 | ↘95  |
| 1995 | 2010 |      |      |      |      |      |
| ↘74  | ↗76  |      |      |      |      |      |

На 2024 г. население составляет 276 человек (около 100 домов)

## Климат
Январь от −53.4 до 2.5
Февраль от −47.5 до 3.5
Март от −44.7 до 13.4
Апрель от −32.7 до 24.6
Май от −20.4 до 31.3
Июнь от −4.5 до 33.8
Июль от −1.8 до 34.6
Август от −4.6 до 32.4
Сентябрь от −11.2 до 26.4
Октябрь от −27.6 до 20.3
Ноябрь от −42.2 до 9.1
Декабрь от −47.8 до 4.0

## История
Возникла после 1646 года, впервые упомянута в переписной книге 1678 года: деревня Вачерта, 6 жилых и 1 пустой двор. В 1719 — деревня Усть-Вачерга, 6 дворов, фамилии жителей Савин, Елисеев, Пантелеев. До 1780 года Усть-Вачерга относилась к Яренскому уезду Архангелогородской губернии.
В 1859 году в деревне было 9 дворов, 68 жителей (36 мужчины, 32 женщины). В составе селения иногда выделялась деревня Тыдинская (Тыдин); в 1898 в Усть-Вачергской числилось 13 дворов, 93 жителя (46 мужчин, 47 женщин), в Тыдинской — 10 дворов, 82 жителя (34 мужчины, 48 женщин). В 1910 открылось земское начальное училище. В 1918 в Усть-Вачерге насчитывалось 27 дворов, 163 жителя, в 1926 — 30 дворов, 158 жителей (76 мужчин, 82 женщины). В 1925 здесь существовало общество потребителей. В списке населённых пунктов 1930 года — Устьвачерская (Вачож-тыдин); в деревне имелись школа 1-й ступени, потребительское общество, участок милиции, красный уголок, сельсовет. В 1970 году здесь было 265 человек; в 1979 году — 150 человек; в 1989 году — 95 (43 муж., 52 жен.); в 1995 году — 74 человека в 49 хозяйствах.